# Serón de Nágima
Serón de Nágima è un comune spagnolo di 279 abitanti situato nella comunità autonoma di Castiglia e León.